# 김태엽 (1980년)
김태엽(한국 한자: 金泰燁, 1980년 5월 13일 ~ )은 대한민국의 전 축구 선수이며, 포지션은 공격수였다.